# Art Stratton
Art Stratton (né le 8 octobre 1935 à Winnipeg, dans la province du Manitoba au Canada) est un ancien joueur de hockey sur glace. Il évoluait au poste de centre. Il est le frère de Gord Stratton, lui aussi joueur de hockey.

## Biographie

### Carrière junior
Art commence sa carrière avec son frère Gord en évoluant dans un club appartenant à Eddie Shore, les Barons de Winnipeg dans la Ligue de hockey junior du Manitoba (LHJM) en 1953. Lors de sa seconde saison, il finit meilleur buteur avec 50 buts marqués et meilleur au classement par points de la ligue avec 76 points, ce qui lui vaut d'être sélectionné dans la première équipe d'étoiles. Il va aussi jouer quelques matchs avec les Lakers de Warroad, une équipe amateur sénior.
En 1955-1956, il rejoint les Teepees de Saint Catharines dans l'Ontario Hockey Association (OHA). Il termine 2e meilleur joueur de son équipe, derrière Ab McDonald. Avec 37 buts marqués, 42 passes et 79 points il se classe 5e meilleur buteur, 6e meilleur passeur et 5e meilleur au classement par points de la ligue. Ses bons résultats lui valent deux matchs d'essais dans l'équipe des Barons de Cleveland en Ligue américaine de hockey (LAH).
La saison suivante, 1956-1957, ne parvenant pas à obtenir le contrat qu'il désire auprès des Barons, il se joint aux Trappers de North Bay, une équipe de hockey amateur sénior évoluant dans la Ligue de hockey du nord de l'Ontario. Il marque 29 buts, comptabilise 34 passes pour un total de 63 points et finit 2e meilleur buteur, 6e meilleur passeur et 2e au classement par points de la ligue. Il est également nommé meilleur jeune joueur de la ligue.

### Début professionnel
En 1957-1958, il effectue sa première saison professionnelle complète à l'âge de 21 ans, au sein de l'équipe des Warriors de Winnipeg dans la Western Hockey League (WHL). Il est le 2e meilleur compteur de son équipe, derrière Earl Ingarfield et finit 7e au classement par points de la ligue. Il est nommé meilleur jeune au terme de la saison.
Ses bons résultats lui permettent d'obtenir un contrat avec les Barons de Cleveland en LAH pour l’entièreté de la saison suivante. Il termine 2e meilleur compteur de son équipe, derrière Eddie Mazur et finit 7e au classement par points de la ligue.

### Premiers pas en Ligue Nationale de Hockey
En juin 1959, les Rangers de New York, une équipe évoluant dans la célèbre Ligue nationale de hockey (LNH), le réclame. Il commence la saison 1959-1960 avec le club école des Indians de Springfield en LAH, mais ne sera pas sacré champion avec eux à la fin de la saison car il est rappelé en LNH pour disputer 18 parties.
La saison suivante, il est à nouveau rétrogradé en LAH avec les Indians de Springfield. Ces derniers sont à nouveau sacré champion, mais malheureusement pour Art, il est rétrogradé dans le club des Beavers de Kitchener-Waterloo en Eastern Professional Hockey League(EPHL) avant le début des séries éliminatoires.

### Intégration de la filière des Black Hawks de Chicago
En septembre 1961, les Black Hawks de Chicago l'acquièrent des Rangers en retour d'une somme d'argent. Il intègre le contingent des Bisons de Buffalo en LAH avec qui il va se rendre en finale des séries éliminatoires en 1961-1962 et perdre contre son ancienne formation, les Indians de Springfield.
Il prend sa revanche la saison suivante en remportant la Coupe Calder. Il termine meilleur compteur de son équipe et 4e au classement par point de la ligue. Il est aussi sélectionné dans la première équipe d'étoiles de la ligue.
Le 17 mars 1963, lors d'un match contre les Hornets de Pittsburgh que les Bisons remportent 11 à 2, il inscrit neuf assistances, ce qui constitue le record de points pour un joueur en LAH .

### Court passage chez les Red Wings de Détroit
Le 4 juin 1963, les Red Wings de Détroit le réclame aux Black Hawks de Chicago lors du repêchage intra-ligue. Il dispute la saison 1963-1964 sous les couleurs des Hornets de Pittsburgh en LAH, avec cinq apparitions dans le maillot des Red Wings en LNH. Il termine meilleur compteur des Hornets et 6e au classement par point de la LAH. Il est aussi sélectionné dans la première équipe d'étoiles de la ligue.

### A nouveau chez les Black Hawks
Le 9 juin 1964, les Black Hawks le récupère dans un échange avec les Red Wings. Il retrouve l'équipe des Bisons en LAH pour la saison 1964-1965, avec qui il remporte deux trophées individuels : le trophée John-B.-Sollenberger récompensant le joueur ayant marqué le plus de points en saison régulière (il a réalisé 109 points cette saison) et le trophée Les-Cunningham récompensant le joueur le plus utile de la saison régulière. Il est également sélectionné dans la première équipe d'étoiles de la ligue.
Pour les saisons 1965-1966 et 1966-1967, il découvre une nouvelle ligue : la Ligue centrale de hockey (LCH), où il évolue pour les Braves de Saint-Louis. Il remporte 4 trophées individuels :  deux fois le Trophée remis au joueur considéré le meilleur durant la saison régulière  et deux fois le Trophée remis au joueur ayant inscrit le plus de points au cours de la saison régulière. Il est aussi sélectionné dans la première équipe d'étoiles de la ligue durant ces deux saisons,.
Il enfile deux fois le maillot des Black Hawks au cours de ses deux saisons.

### Dernières chances en Ligue Nationale de Hockey
Le 6 juin 1967, lors du Repêchage d'expansion de la LNH, les Penguins de Pittsburgh le réclame. Il dispute cinquante-huit matchs pour eux en comptabilisant 37 points, ce qui le place 4e meilleur compteur de son équipe.
Il est échangé en cours de saison aux Flyers de Philadelphie. Il dispute avec eux 5 matchs de séries éliminatoires, ses seuls en LNH.

### Western Hockey League
Le 19 mai 1968, les Totems de Seattle, évoluant en WHL, l'obtienne via un échange avec les Flyers. Il va disputer 3 saisons complètes avec eux, 1968-1969, 1969-1970 et 1970-1971. Lors de sa deuxième saison, il parvient à se classer 5e meilleur passeur et 9e meilleur au classement par points de la ligue.

### Retour en ligue américaine de hockey
En novembre 1971, après avoir disputé 11 matchs pour les Totems de Seattle, il est échangé aux Red Wings de Détroit. Il joue au club école en LAH, les Wings de Tidewater. Auteur de 56 points en 61 matchs, il se classe 2e meilleur compteur de son équipe. La saison suivante, il est le meilleur compteur de son équipe renommée les Wings de la Virginie et finit 10e au classement par points de la ligue.
En juin 1973, la LNH organise un repêchage inversé permettant aux clubs de division inférieure de réclamer des joueurs appartenant aux clubs de la LNH évoluant dans des ligues inférieures. Art est réclamé par les Americans de Rochester. Auteur d'une saison de 95 points en 76 rencontres, il se classe 3e au classement par points de la ligue. Il remporte son deuxième trophée Les-Cunningham et est sélectionné dans la seconde équipe d'étoiles de la ligue.
Il commence la saison 1974-1975 non pas sur la glace, mais sur le banc, en tant qu'entraineur principal des Eagles de Syracuse. Présentant une fiche de 10 victoire pour 29 défaites et 7 matchs nuls, il est remplacé par John Hanna en cours de saison. Il signe alors un contrat avec les Robins de Richmond avec qui il dispute la fin de saison en tant que joueur.

### Dernier défi en Southern Hockey League
Âgé de 39 ans, il accepte un dernier défi pour la saison 1975-1976 avec les Gulls de Hampton en Southern Hockey League (SHL). Terminant meilleur compteur de son équipe avec 78 points, il se classe 1er au classement des meilleurs passeurs et 5e au classement par points de la ligue et est sélectionné dans la deuxième équipe d'étoiles de la ligue. Lors des séries éliminatoires, les Gulls se rendent jusqu'en finale contre les Checkers de Charlotte. Art met fin à sa carrière qui aura duré vingt ans.

### Honneur post carrière
Il est intronisé au temple de la renommée du Manitoba en 1989 ,.
En 2015, il est admis au temple de la renommée de la LAH.

## Statistiques
| Saison     | Équipe                        | Ligue      |                            | Saison régulière           | Saison régulière           | Saison régulière           | Saison régulière           | Saison régulière           |                            | Séries éliminatoires       | Séries éliminatoires       | Séries éliminatoires       | Séries éliminatoires | Séries éliminatoires |
| Saison     | Équipe                        | Ligue      | PJ                         | B                          | A                          | Pts                        | Pun                        | PJ                         | B                          | A                          | Pts                        | Pun                        |                      |                      |
| 1953-1954  | Barons de Winnipeg            | LHJM       | 36                         | 17                         | 28                         | 45                         | 39                         | 6                          | 0                          | 5                          | 5                          | 0                          |                      |                      |
| 1954-1955  | Barons de Winnipeg            | LHJM       | 32                         | 50                         | 26                         | 76                         | 39                         | 5                          | 3                          | 3                          | 6                          | 0                          |                      |                      |
| 1954-1955  | Lakers de Warroad             | LHSQM      | Statistiques indisponibles | Statistiques indisponibles | Statistiques indisponibles | Statistiques indisponibles | Statistiques indisponibles | Statistiques indisponibles | Statistiques indisponibles | Statistiques indisponibles | Statistiques indisponibles | Statistiques indisponibles |                      |                      |
| 1955-1956  | Teepees de Saint Catharines   | OHA        | 48                         | 37                         | 42                         | 79                         | 49                         | 6                          | 1                          | 3                          | 4                          | 17                         |                      |                      |
| 1955-1956  | Barons de Cleveland           | LAH        | 1                          | 0                          | 0                          | 0                          | 0                          | 1                          | 0                          | 1                          | 1                          | 2                          |                      |                      |
| 1956-1957  | Trappers de North Bay         | LHNO       | 60                         | 29                         | 34                         | 63                         | 23                         | 13                         | 5                          | 8                          | 13                         | 12                         |                      |                      |
| 1957-1958  | Warriors de Winnipeg          | WHL        | 70                         | 23                         | 53                         | 76                         | 12                         | 7                          | 4                          | 1                          | 5                          | 4                          |                      |                      |
| 1958-1959  | Barons de Cleveland           | LAH        | 62                         | 29                         | 47                         | 76                         | 40                         | 7                          | 1                          | 3                          | 4                          | 2                          |                      |                      |
| 1959-1960  | Indians de Springfield        | LAH        | 46                         | 12                         | 44                         | 56                         | 29                         | -                          | -                          | -                          | -                          | -                          |                      |                      |
| 1959-1960  | Rangers de New York           | LNH        | 18                         | 2                          | 5                          | 7                          | 2                          | -                          | -                          | -                          | -                          | -                          |                      |                      |
| 1960-1961  | Indians de Springfield        | LAH        | 48                         | 16                         | 41                         | 57                         | 16                         | -                          | -                          | -                          | -                          | -                          |                      |                      |
| 1960-1961  | Beavers de Kitchener-Waterloo | EPHL       | 16                         | 7                          | 5                          | 12                         | 4                          | 7                          | 0                          | 2                          | 2                          | 0                          |                      |                      |
| 1961-1962  | Bisons de Buffalo             | LAH        | 63                         | 15                         | 24                         | 39                         | 52                         | 6                          | 1                          | 3                          | 4                          | 2                          |                      |                      |
| 1962-1963  | Bisons de Buffalo             | LAH        | 70                         | 20                         | 70                         | 90                         | 18                         | 13                         | 4                          | 15                         | 19                         | 2                          |                      |                      |
| 1963-1964  | Red Wings de Détroit          | LNH        | 5                          | 0                          | 3                          | 3                          | 2                          | -                          | -                          | -                          | -                          | -                          |                      |                      |
| 1963-1964  | Hornets de Pittsburgh         | LAH        | 66                         | 17                         | 65                         | 82                         | 29                         | 5                          | 0                          | 2                          | 2                          | 4                          |                      |                      |
| 1964-1965  | Bisons de Buffalo             | LAH        | 71                         | 25                         | 84                         | 109                        | 32                         | 9                          | 1                          | 5                          | 6                          | 4                          |                      |                      |
| 1965-1966  | Black Hawks de Chicago        | LNH        | 2                          | 0                          | 0                          | 0                          | 0                          | -                          | -                          | -                          | -                          | -                          |                      |                      |
| 1965-1966  | Braves de Saint-Louis         | LCPH       | 66                         | 28                         | 66                         | 94                         | 14                         | 5                          | 0                          | 1                          | 1                          | 2                          |                      |                      |
| 1966-1967  | Braves de Saint-Louis         | LCPH       | 67                         | 34                         | 56                         | 90                         | 46                         | -                          | -                          | -                          | -                          | -                          |                      |                      |
| 1967-1968  | Penguins de Pittsburgh        | LNH        | 58                         | 16                         | 21                         | 37                         | 16                         | -                          | -                          | -                          | -                          | -                          |                      |                      |
| 1967-1968  | Flyers de Philadelphie        | LNH        | 12                         | 0                          | 4                          | 4                          | 4                          | 5                          | 0                          | 0                          | 0                          | 0                          |                      |                      |
| 1968-1969  | Totems de Seattle             | WHL        | 66                         | 15                         | 44                         | 59                         | 58                         | 4                          | 0                          | 0                          | 0                          | 4                          |                      |                      |
| 1969-1970  | Totems de Seattle             | WHL        | 59                         | 24                         | 55                         | 79                         | 22                         | -                          | -                          | -                          | -                          | -                          |                      |                      |
| 1970-1971  | Totems de Seattle             | WHL        | 71                         | 17                         | 31                         | 48                         | 40                         | -                          | -                          | -                          | -                          | -                          |                      |                      |
| 1971-1972  | Totems de Seattle             | WHL        | 11                         | 1                          | 6                          | 7                          | 6                          | -                          | -                          | -                          | -                          | -                          |                      |                      |
| 1971-1972  | Wings de Tidewater            | LAH        | 61                         | 15                         | 41                         | 56                         | 54                         | -                          | -                          | -                          | -                          | -                          |                      |                      |
| 1972-1973  | Wings de la Virginie          | LAH        | 76                         | 30                         | 50                         | 80                         | 32                         | 12                         | 4                          | 4                          | 8                          | 0                          |                      |                      |
| 1973-1974  | Americans de Rochester        | LAH        | 76                         | 24                         | 71                         | 95                         | 118                        | 6                          | 2                          | 6                          | 8                          | 4                          |                      |                      |
| 1974-1975  | Robins de Richmond            | LAH        | 29                         | 8                          | 18                         | 26                         | 10                         | 7                          | 1                          | 2                          | 3                          | 10                         |                      |                      |
| 1975-1976  | Gulls de Hampton              | SHL        | 70                         | 14                         | 64                         | 78                         | 112                        | 9                          | 2                          | 3                          | 5                          | 2                          |                      |                      |
| Totaux LNH | Totaux LNH                    | Totaux LNH | 95                         | 18                         | 33                         | 51                         | 24                         | 5                          | 0                          | 0                          | 0                          | 0                          |                      |                      |

## Trophées et honneurs personnels

### Ligue de hockey junior du Manitoba (LHJM)
- 1954-1955 :
  - meilleur buteur de la ligue (50 buts marqués)[2]
  - meilleur  au classement par points avec 76 points (48 buts et 29 aides)[3]
  - sélectionné dans la première équipe d'étoile de la ligue[4]

### Ligue de Hockey du Nord de l'Ontario (LHNO)
- 1956-1957 :
  - meilleur recrue[Note 1] de l'année[8]

### Western Hockey League (WHL)
- 1957-1958 :
  - meilleur recrue de la division prairie[11]

### Ligue Américaine de Hockey (LAH)
- 1962-1963 :
  - champion de la Coupe Calder avec les Bisons de Buffalo[16]
  - sélectionné dans la première équipe d'étoiles de la ligue[19]
- 1963-1964 :
  - sélectionné dans la première équipe d'étoiles de la ligue[19]
- 1964-1965 :
  - trophée John-B.-Sollenberger récompensant le joueur ayant marqué le plus de points en saison régulière (109)[23]
  - trophée Les-Cunningham récompensant le  joueur le plus utile de la saison régulière [24]
  - sélectionné dans la première équipe d'étoiles de la ligue[19]
- 1973-1974 :
  - trophée Les-Cunningham récompensant le  joueur le plus utile de la saison régulière [24]
  - sélectionné dans la seconde équipe d'étoiles de la ligue[36]
- 2014-2015 :
  - admission au Temple de la renommée[43]

### Ligue Centrale Professionnelle de Hockey (LCPH)
- 1965-1966 :
  - remporte le Trophée remis au joueur considéré le meilleur durant la saison régulière[25]
  - remporte le Trophée remis au joueur ayant inscrit le plus de points au cours de la saison régulière (94)[26]
  - sélectionné dans la première équipe d'étoile de la ligue [27]
- 1966-1967 :
  - remporte le Trophée remis au joueur considéré le meilleur durant la saison régulière[25]
  - remporte le Trophée remis au joueur ayant inscrit le plus de points au cours de la saison régulière (90)[26]
  - sélectionné dans la première équipe d'étoile de la ligue [28]

### Southern Hockey League (SHL)
- 1975-1976 :
  - 1er au classement des meilleurs passeurs (64 aides)[39]
  - sélectionné dans la seconde équipe d'étoile de la ligue[40]

## Transactions en carrière
- En juin 1959, les Rangers de New York usent d'un droit de rappel et l’obtiennent des Barons de Cleveland, en retour de Aldo Guidolin et Ed Hoekstra[14].
- En septembre 1961, les Rangers de New York l'échange aux Black Hawks de Chicago, via les clubs école en LAH (de Springfield à Buffalo), en retour d'argent[14].
- Le 4 juin 1963, il est réclamé par les Red Wings de Détroit  aux Black Hawks de Chicago lors du repêchage intra-ligue[14].
- Le 9 juin 1964, les Red Wings de Détroit l'échange aux Black Hawks de Chicago, en compagnie de Ian Cushenan et de John Miszuk, en retour de Ron Murphy et Aut Erickson[14].
- Le 6 juin 1967, il est sélectionné par les Penguins de Pittsburgh depuis les Black Hawks de Chicago lors du Repêchage d'expansion de la LNH[14].
- Le 27 février 1968, les Penguins de Pittsburgh l'échange aux Flyers de Philadelphie en retour de Wayne Hicks[14].
- Le 19 mai 1968, les Flyers de Philadelphie l'échange aux Totems de Seattle, en compagnie de John Hanna, en retour d'Earl Heiskala [14].
- En novembre 1971, les Totems de Seattle l'échange aux Red Wings de Détroit, via le club école en LAH (les Wings de Tidewater), en retour de Bob Sneddon[14].
- En juin 1973, il est réclamé par les Americans de Rochester aux Red Wings de Détroit, lors du repêchage inversé de 1973[14].